# چیبوتکوویتسا
چیبوتکوویتسا (به صربی: Čibutkovica) یک روستا در صربستان است که در لازارواتس واقع شده‌است. چیبوتکوویتسا ۱۹٫۳۹ کیلومتر مربع مساحت و ۱٬۱۷۵ نفر جمعیت دارد و ۱۶۲ متر بالاتر از سطح دریا واقع شده‌است.